# Tyniec (gmina w województwie łódzkim)
Tyniec – dawna gmina wiejska istniejąca do końca 1935 roku w woj. łódzkim. Była położona na północ i wschód od Kalisza. Siedzibą władz gminy był Tyniec (obecnie dzielnica Kalisza).
W okresie międzywojennym gmina Tyniec należała do powiatu kaliskiego w woj. łódzkim. 
11 kwietnia 1934 od gminy Tyniec odłączono połacie o powierzchni 740 ha (m.in. Tyniec, Chmielnik, Huby i Rajsków-Kolonię), włączając je do miasta Kalisza.
1 stycznia 1936 roku gmina została zniesiona, a z jej obszaru (oraz z obszaru zniesionych gmin Żydów i Kalisz) utworzono nową gminę Podgrodzie Kaliskie; część obszaru gminy Tyniec weszła także w skład gminy Pamięcin.